# John Crawfurd
John Crawfurd FRS (13 de agosto de 1783 - 11 de maio de 1868) foi um médico escocês, administrador e diplomata colonial e autor. Crawfurd é mais conhecido por seu trabalho em idiomas asiáticos, seu History of the Indian Archipelago e seu papel na fundação de Singapura como o último residente britânico em Singapura.

## Primeiros anos
Ele nasceu em Islay, em Argyll, na Escócia, filho de Samuel Crawfurd, médico, e Margaret Campbell; e foi educado na escola em Bowmore. Ele seguiu os passos de seu pai no estudo da medicina e completou seu curso de medicina na Universidade de Edimburgo em 1803, aos 20 anos.

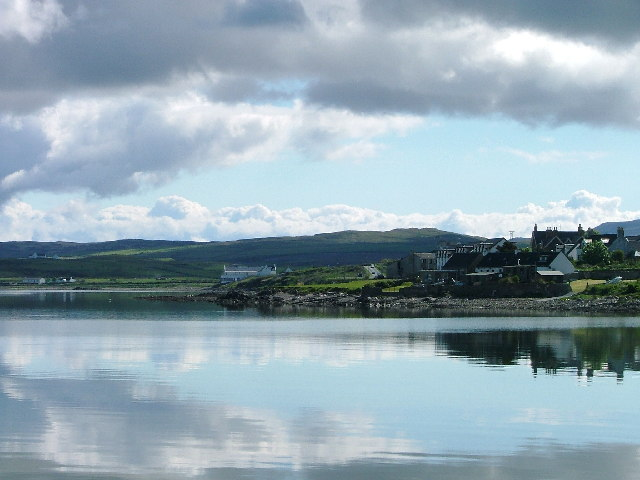
Bowmore em Islay hoje.

Crawfurd ingressou na Companhia das Índias Orientais, como cirurgião da Companhia, e foi destacado nas Províncias do Noroeste da Índia (hoje Utar Pradexe), trabalhando na área em torno de Deli e Agra de 1803 a 1808. Ele viu o serviço nas campanhas do Barão Lake.

## Nas Índias Orientais
Crawfurd foi enviado em 1808 para Penang, onde se dedicou ao estudo da língua e cultura malaia. Em Penang, ele conheceu Stamford Raffles pela primeira vez.
Em 1811, Crawfurd acompanhou Raffles na invasão de Java do Conde de Minto, que superou os holandeses. Raffles foi nomeado Tenente-Governador de Java por Minto durante a operação de 45 dias, e Crawfurd foi nomeado ao cargo de Governador Residente na Corte de Jogjacarta em novembro de 1811. Lá, ele tomou uma linha firme contra o sultão Hamengkubuwana II. O sultão foi incentivado por Pakubuwono IV de Surakarta a assumir que ele tinha apoio na resistência aos britânicos; que ficou do lado de seus oponentes, seu filho, o príncipe herdeiro e Pangeran Natsukusuma. O palácio do sultão, o Kraton Ngayogyakarta Hadiningrat, foi sitiado e tomado pelas forças lideradas pelos britânicos em junho de 1812.

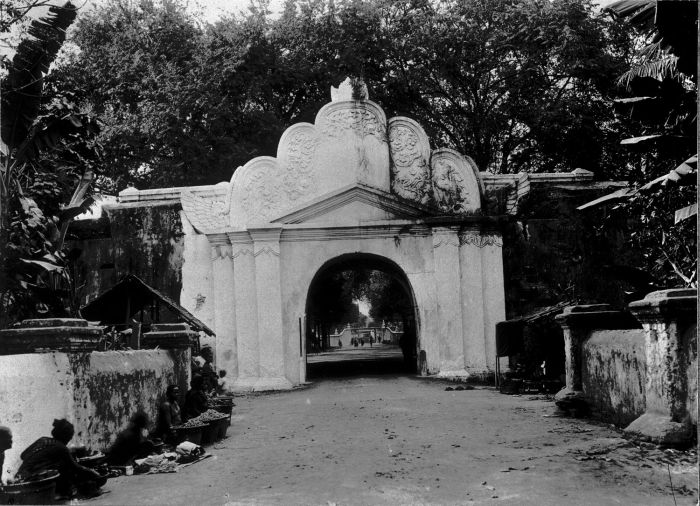
O kraton em Jogjacarta, um portão em uma fotografia do início do século XX. O palácio era feito de pendopo cercado por uma parede caiada de branco.

Como residente, Crawfurd também prosseguiu o estudo da língua javanesa e cultivou relações pessoais com aristocratas e literatos javaneses. Ele ficou impressionado com a música javanesa.

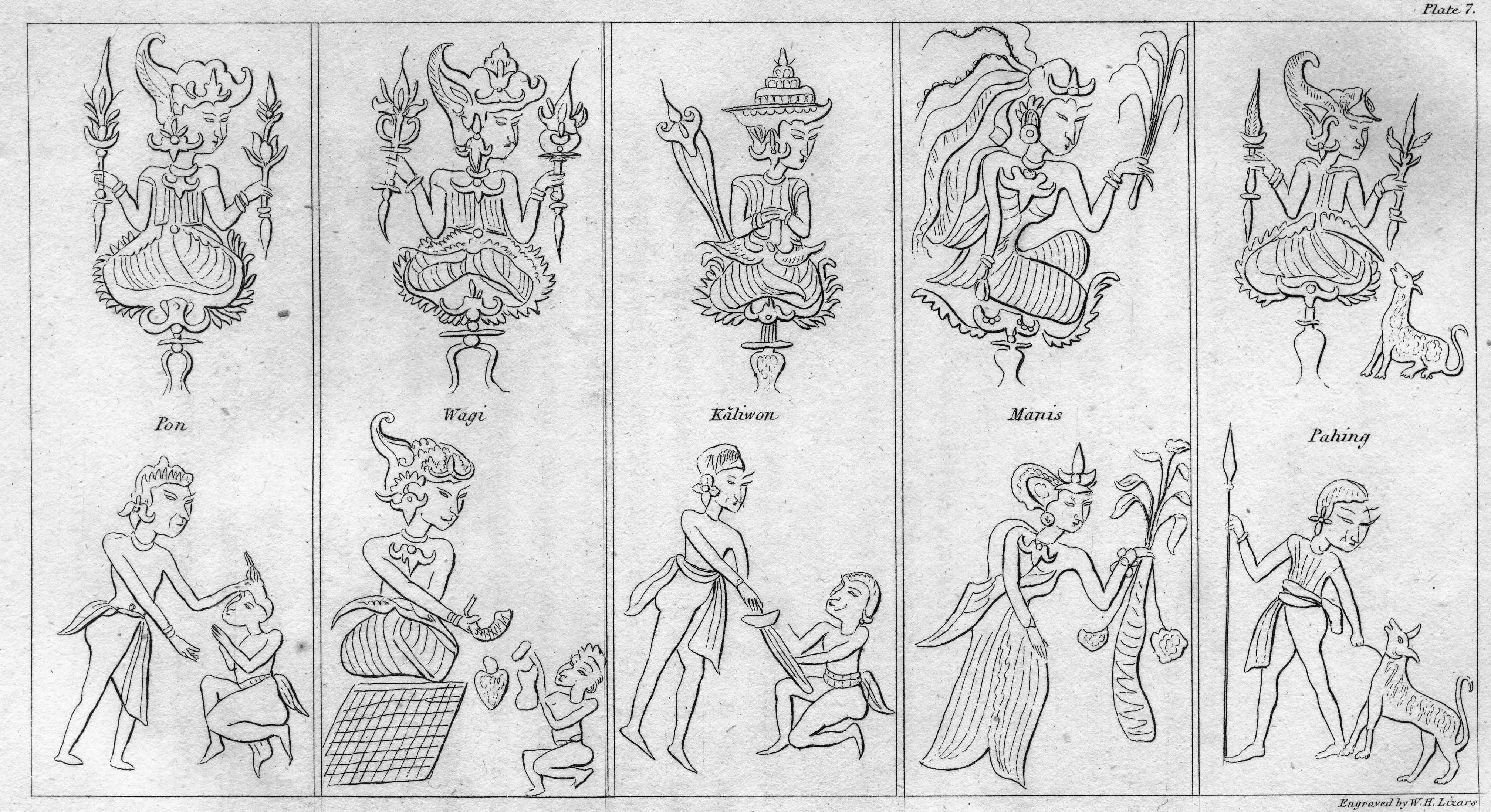
Sinais javaneses para os cinco dias da semana, gravurados por William Home Lizars, do History of the Indian Archipelago de Crawfurd.

Crawfurd foi enviado em missões diplomáticas para Bali e Celebes (agora Sulawesi). Seu conhecimento da cultura local apoiou o governo de Raffles em Java. Raffles, no entanto, queria introduzir uma reforma agrária na residência de Cirebon. Crawfurd, com sua experiência na Índia e no zamindari, era um defensor do "sistema de aldeias" da arrecadação de receita. Ele se opôs às tentativas de Raffles de introduzir assentamentos individuais (ryotwari) em Java.